# Tomasz Arabski
Tomasz Arabski (ur. 14 kwietnia 1968 w Gdańsku) – polski dziennikarz i polityk. W latach 2007–2013 szef KPRM, w latach 2011–2013 minister-członek Rady Ministrów i przewodniczący Komitetu Stałego Rady Ministrów w rządzie Donalda Tuska, następnie do 2015 ambasador RP w Hiszpanii i Andorze.

## Życiorys
Absolwent V Liceum Ogólnokształcącego w Gdańsku, w którym zdał w 1987 maturę. Ukończył studia na kierunku inżynieria dźwięku na Politechnice Gdańskiej. Działał w Niezależnym Zrzeszeniu Studentów. Został członkiem Krajowej Rady Katolików Świeckich.
Pracował jako dziennikarz w Radiu Wolna Europa i Radiu Zet. Był dyrektorem programowym katolickiej sieci rozgłośni Radio Plus, redaktorem naczelnym „Dziennika Bałtyckiego” i członkiem zarządu Polskiego Radia Gdańsk. W 2006 był kandydatem Platformy Obywatelskiej do Krajowej Rady Radiofonii i Telewizji.
16 listopada 2007 objął stanowiska sekretarza stanu i szefa Kancelarii Prezesa Rady Ministrów w rządzie Donalda Tuska. 11 kwietnia 2010 został członkiem Międzyresortowego Zespołu do spraw koordynacji działań podejmowanych w związku z tragicznym wypadkiem lotniczym pod Smoleńskiem, powołanego przez premiera Donalda Tuska po katastrofie polskiego Tu-154 w Smoleńsku. W wyborach parlamentarnych w 2011 był kandydatem Platformy Obywatelskiej do Sejmu z okręgu gdańskiego (jako bezpartyjny), nie uzyskał jednak mandatu poselskiego.
18 listopada 2011 prezydent Bronisław Komorowski powołał go na urząd ministra-członka Rady Ministrów w drugim rządzie Donalda Tuska, przy czym Tomasz Arabski pozostał także szefem KPRM. Objął również funkcję przewodniczącego Komitetu Stałego Rady Ministrów. 25 lutego 2013 odszedł z rządu. 23 kwietnia 2013 został mianowany ambasadorem nadzwyczajnym i pełnomocnym RP w Hiszpanii oraz w Andorze. Urząd ambasadora objął 24 maja 2013. Z dniem 18 grudnia 2015, wkrótce po wygranych przez PiS wyborach i powołaniu nowego rządu, został odwołany z tych stanowisk.

## Postępowanie ws. katastrofy Tu-154
W 2014 grupa osób najbliższych kilkunastu ofiar katastrofy Tu-154 w Smoleńsku skierowała przeciwko niemu (i grupie urzędników KPRM) subsydiarny akt oskarżenia o domniemane niedopełnienie obowiązków przy organizacji lotu prezydenta Lecha Kaczyńskiego z 10 kwietnia 2010. Wcześniej prokurator prawomocnie umorzył postępowanie w tej sprawie, stwierdzając brak znamion przestępstwa. W odpowiedzi na akt oskarżenia obrońca Tomasza Arabskiego wskazywał m.in., że minister nie był odpowiedzialny za zapewnienie bezpieczeństwa lotu. Proces w rozpoczął się w 2016. W czerwcu 2019 Sąd Okręgowy w Warszawie w pierwszej instancji uznał go winnym niedopełnienia obowiązków, wskazując na odpowiedzialność urzędników Kancelarii Prezesa Rady Ministrów, Kancelarii Prezydenta RP oraz przedstawicieli 36 Specjalnego Pułku Lotnictwa Transportowego i oceniając, że Tomasz Arabski powinien był odmówić realizacji zapotrzebowania wysłanego przez urzędników prezydenta z uwagi na nieodpowiednie warunki lotniska, a także stwierdzając brak związku tych zaniedbań z samą katastrofą. Tomasz Arabski został skazany na karę 10 miesięcy pozbawienia wolności z warunkowym zawieszeniem jej wykonania na dwa lata. Wyrok ten uprawomocnił się w czerwcu 2021.
W grudniu 2023 Sąd Najwyższy, w wyniku wniesionej kasacji oraz wykonania testu niezawisłości sędziego, uchylił wyrok sądu odwoławczego, kierując sprawę do ponownego rozpoznania przez sąd apelacyjny. W grudniu 2024 Sąd Apelacyjny w Warszawie prawomocnie uniewinnił Tomasza Arabskiego od zarzucanych mu czynów.

## Życie prywatne
Jest żonaty, ma czworo dzieci. Deklaruje znajomość języków angielskiego i hiszpańskiego.

## Odznaczenia i wyróżnienia
- Krzyż „Pro Ecclesia et Pontifice” (Stolica Apostolska, 2001)[1]
- Złoty Medal Uniwersytetu Gdańskiego „Bene merito et merenti merenti” (2012)[20]
- Medal Stulecia Niepodległości, wyróżnienie przyznane przez prezydenta Gdańska (2018)[21]